# Muzaffarpur
Muzaffarpur (hindi: मुज़फ्फरपुर) – miasto w północno-wschodnich Indiach, na Nizinie Hindustańskiej, nad rzeką Burhi Gandaki, w stanie Bihar.
- Liczba mieszkańców: 305 465.

W tym mieście rozwinął się przemysł środków transportu oraz spożywczy; ośrodek handlowy na szlaku do Nepalu.